# 波罗姆帕特
波罗姆帕特（Porompat），是印度曼尼普尔邦因帕尔东县的一个城镇。2001年总人口5,163。

## 人口
该地2001年总人口5,163人，其中男性2,533人，女性2,630人；0－6岁人口599人，其中男286人，女313人；识字率70.52%，其中男性为80.06%，女性为61.33%。